# Kamienica Dzierżyńskich w Rzeszowie
Kamienica Dzierżyńskich – budynek Urząd Spraw Wewnętrznych w Rzeszowie.

## Położenie
Dom zlokalizowany jest w rzeszowskim Śródmieściu przy Placu Śreniawitów pomiędzy ulicami Kraszewskiego i Unii Lubelskiej.

## Charakterystyka
Około 1904 roku parcelę na wprost zamku nabył rzeszowski asesor Jan Dzierżyński wraz z żoną Zofią Izabelą. Na budowę domu zaciągnęli oni kredyt, który spłacali aż do 1922 roku. W trakcie II wojny światowej ze względu na całkowitą przebudowę Zamkowej (1940) zmieniła się również architektura domu. Zostały częściowo odsłonięte fundamenty (widoczne obecnie pod piaskowcem na poziomie chodnika), a do głównego wejścia dobudowane zostały schody. Rok później właściciele zmuszeni zostali do opuszczenia domu. W latach 50. XX wieku Dzierżyńscy odzyskali dom, jednak jego stałym użytkownikiem wciąż pozostawała milicja. Mieściło się tam wówczas kasyno. W 1988 roku Urząd Spraw Wewnętrznych odkupił budynek. Jego następnym "lokatorem" jest policja. W latach 90. XX wieku przeprowadzony został szereg napraw i wzmocnień (wymieniane były okna, drzwi, wzmacniało się fundamenty). W 2008 roku zmieniono dach. Obecnie w budynku mieści się laboratorium kryminalistyczne KWP.
Budynek jest prosty w formie. Jego cechą charakterystyczną cechą jest "wieża" dołączona do prostokątnego korpusu od strony północnej. Elewacje można podzielić na 2 części. Tuż przy ziemi widoczny jest rząd ciosów piaskowca z małymi, zakratowanymi oknami do piwnicy. Parter pokryty jest czerwoną cegłą, natomiast 1 piętro na gładką białą elewację. Dookoła okien poprowadzone są listwy z prostokątnymi zębami. Najbardziej zdobnym elementem jest pusty kartusz herbowy, opleciony ornamentem roślinnym nad głównym wejściem.

## Galeria

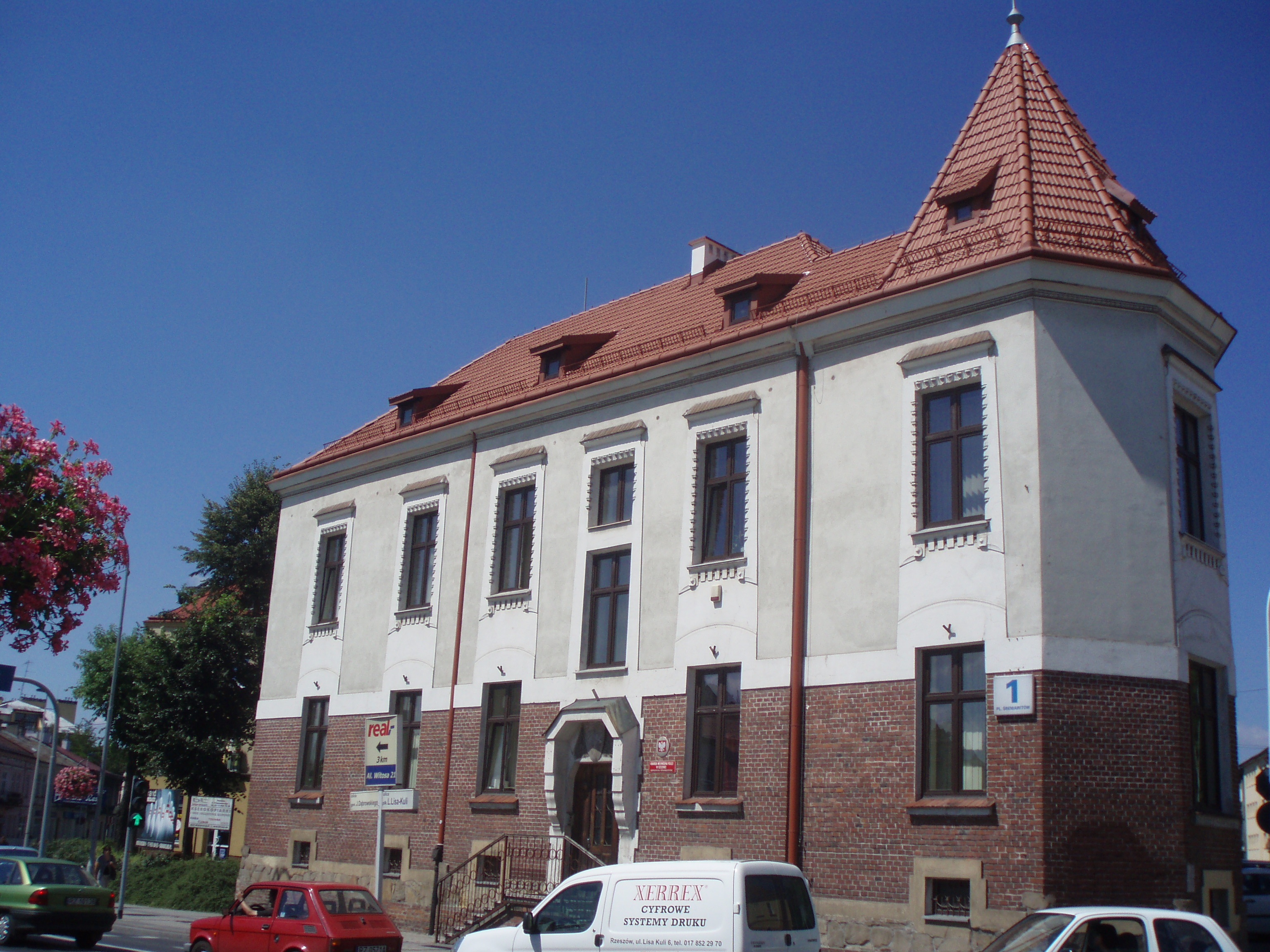
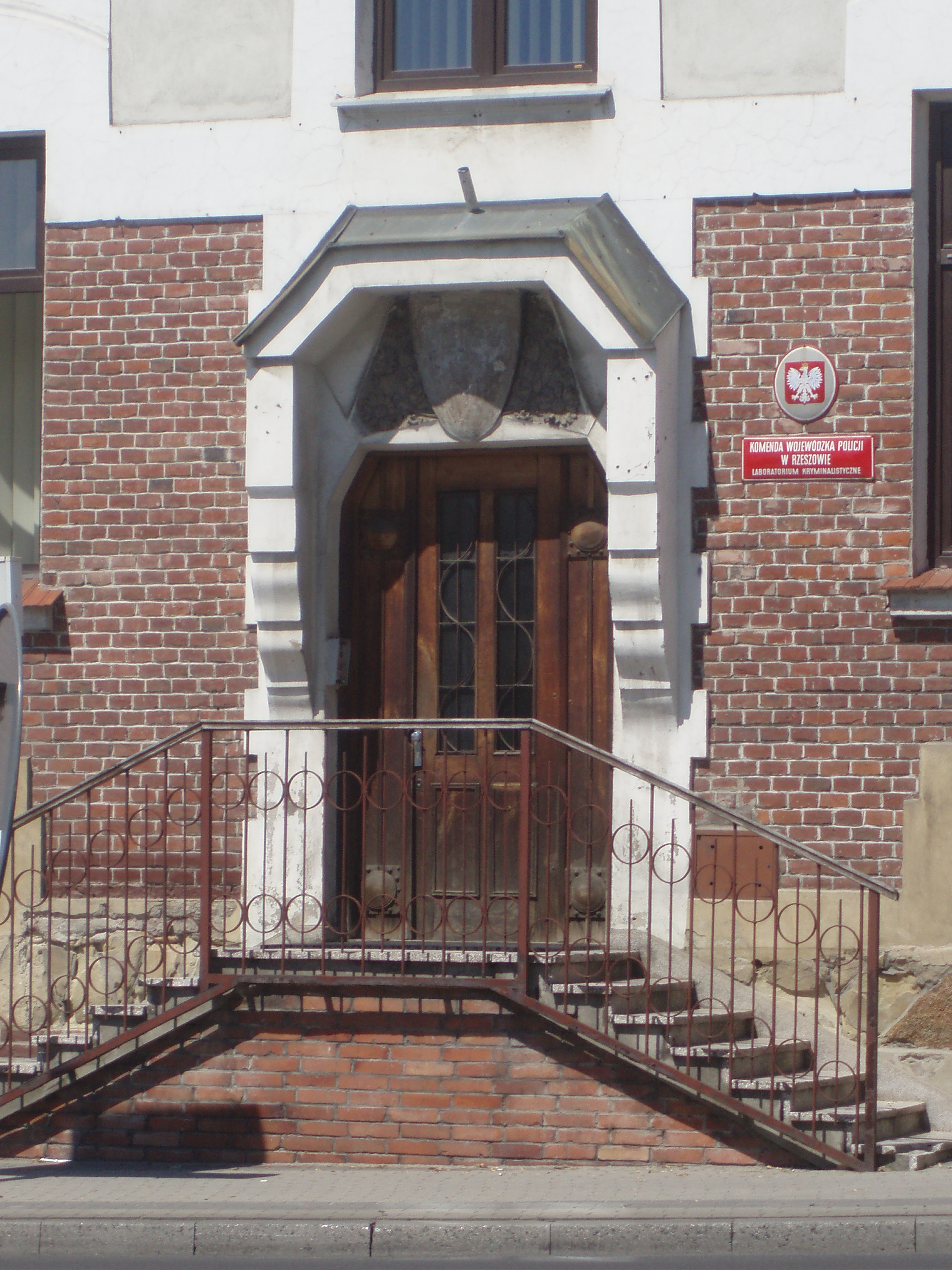